# 虎王洲
虎王洲（舊稱湖洋洲）是香港東北部的島嶼，位於印洲塘內，船灣郊野公園（擴建部份）的一部分，地區行政上屬於北區。